# Марк-Ландин
Марк-Ландин (нем. Mark Landin) — община в Германии, в земле Бранденбург.
Входит в состав района Уккермарк. Подчиняется управлению Одер-Вельзе. Население составляет 1099 человек (на 31 декабря 2010 года). Занимает площадь 44,52 км².

## Население
| Год  | Население |
| ---- | --------- |
| 2005 | 1183      |
| 2010 | 1099      |

| Год  | Численность | Численность |
| ---- | ----------- | ----------- |
| 2014 | 1054        | [ 5 ]       |
| 2017 | 1013        | [ 1 ] [ 2 ] |
| 2019 | 993         | [ 3 ]       |

## Галерея

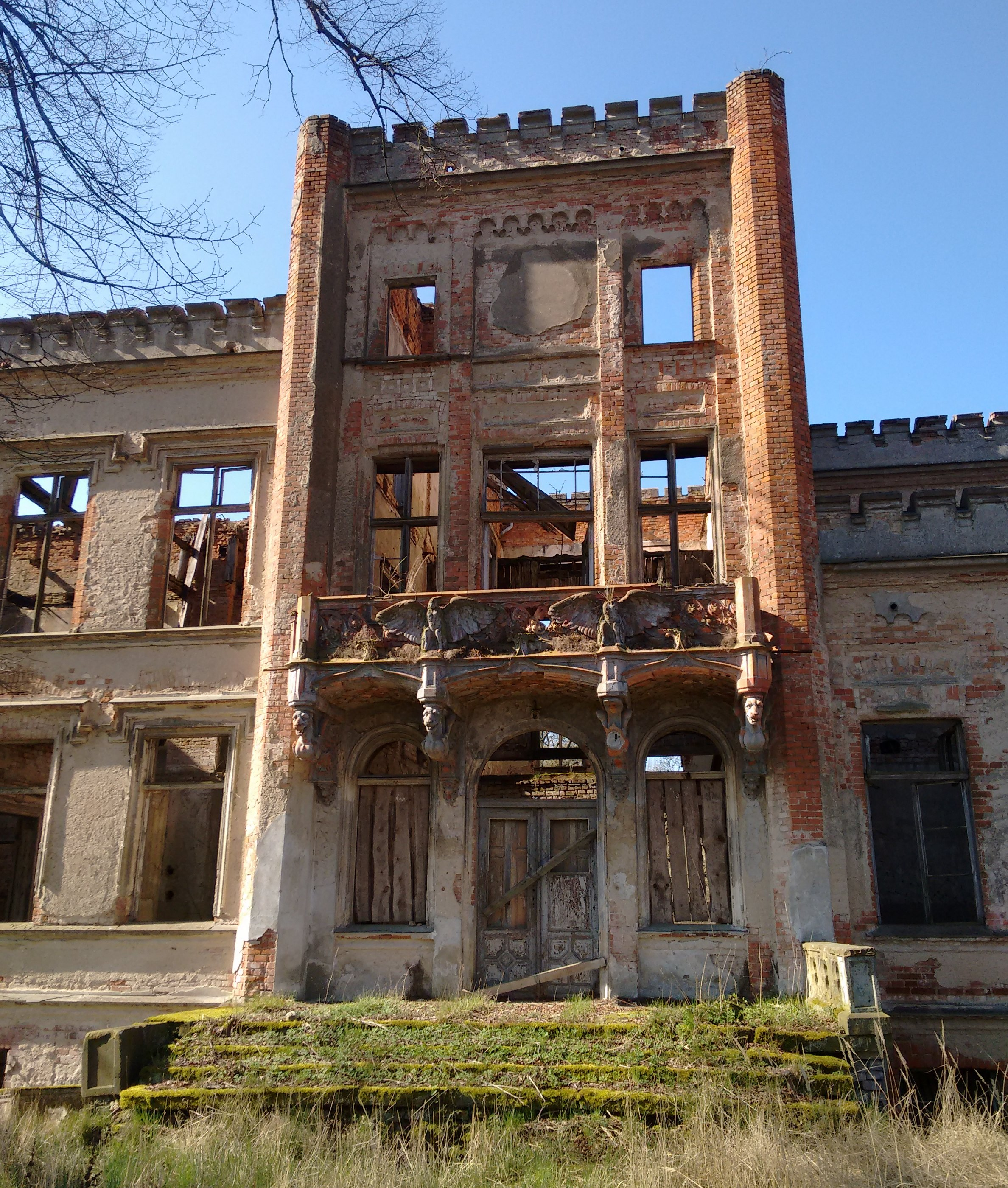
Portal am Schloss Hohenlandin
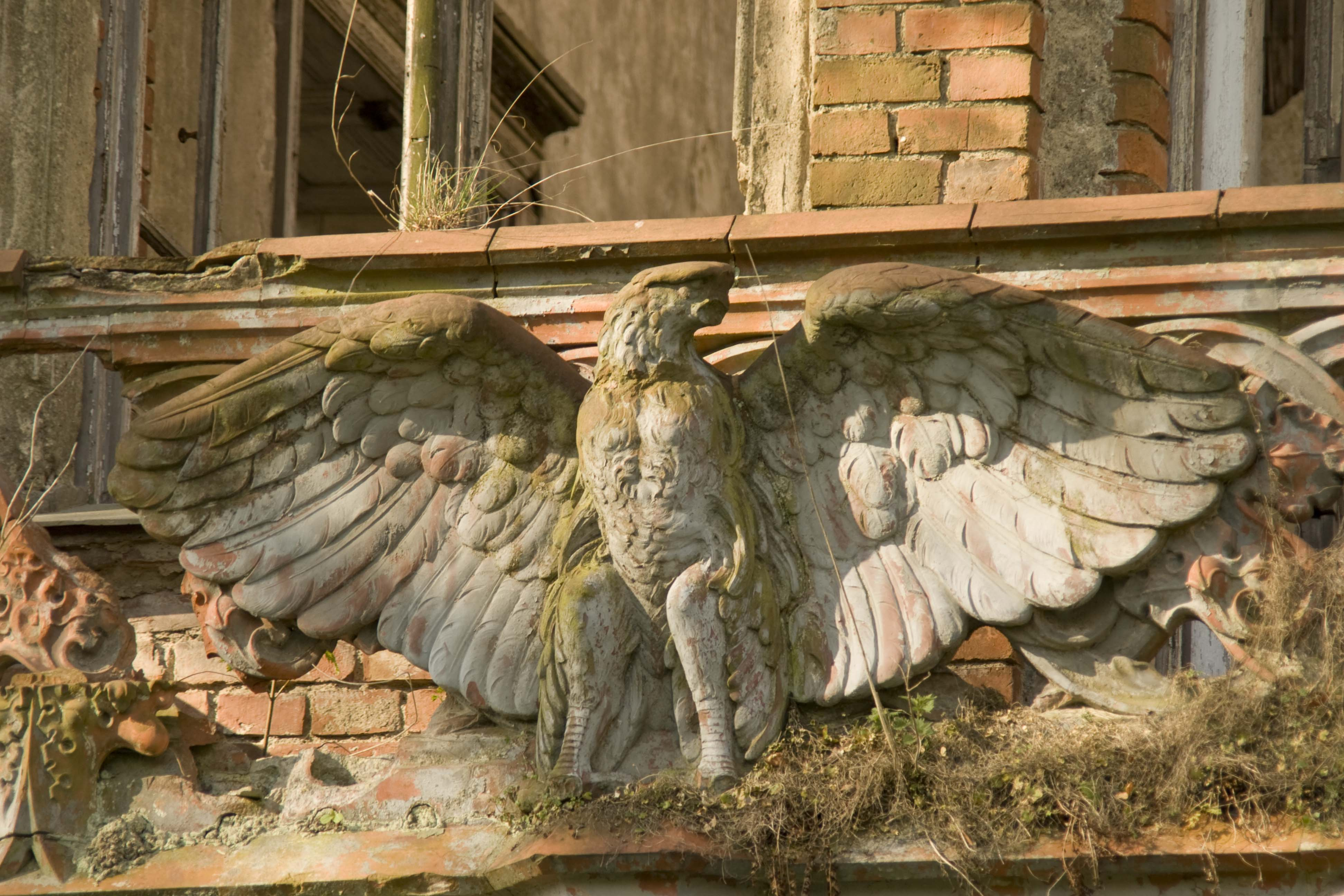
Schloss Hohenlandin, Detailansicht
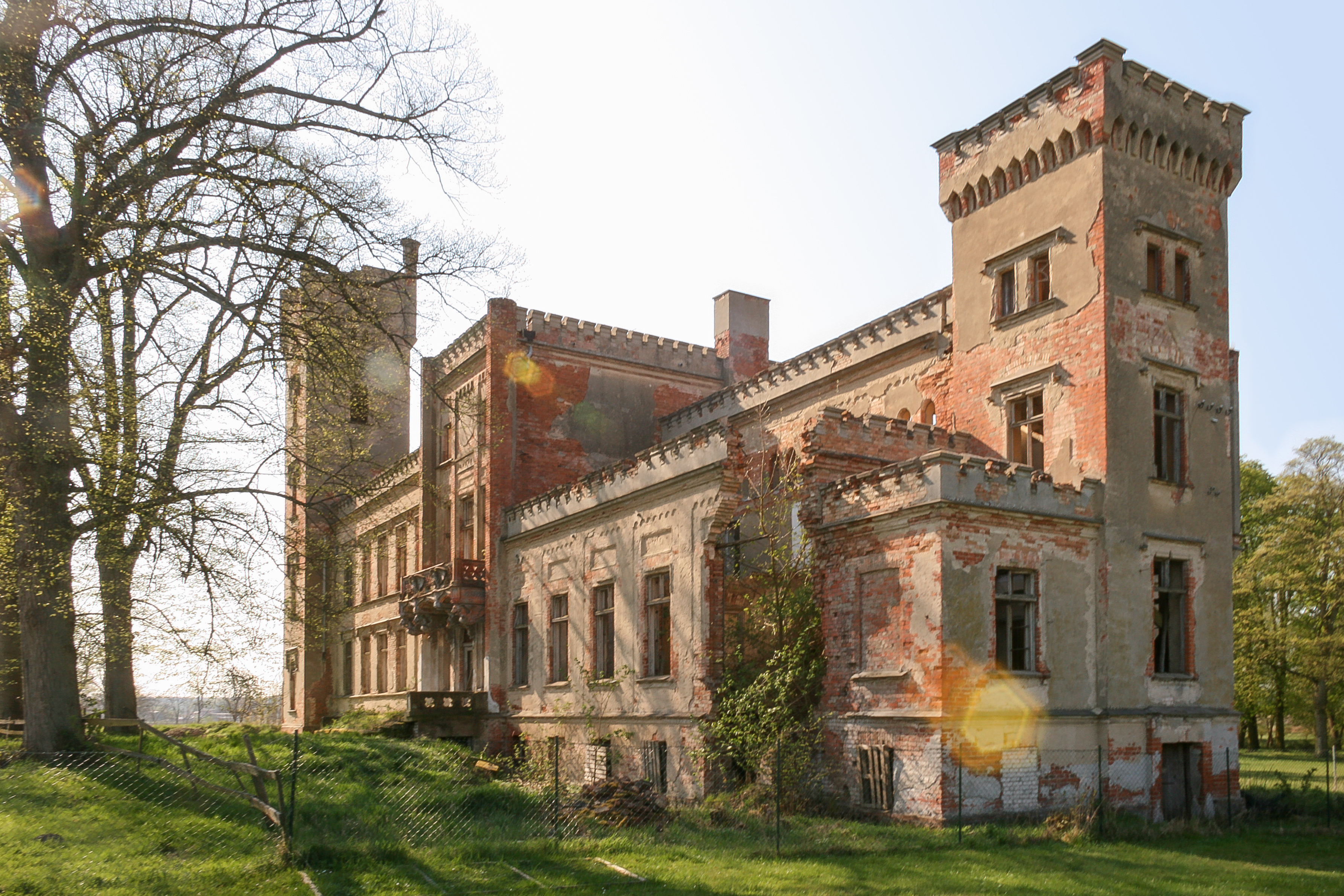
Schloss Hohenlandin
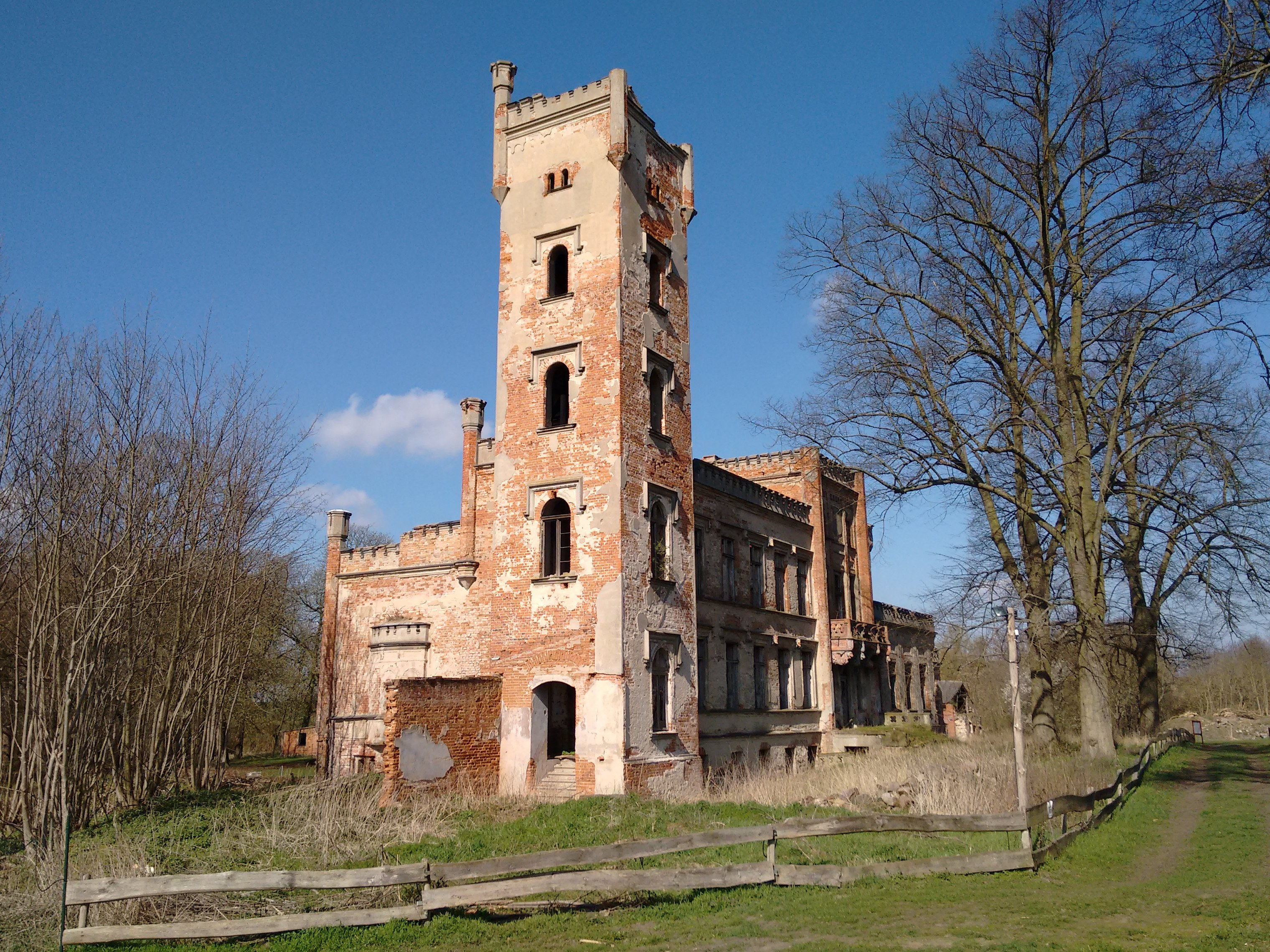
Schloss Hohenlandin
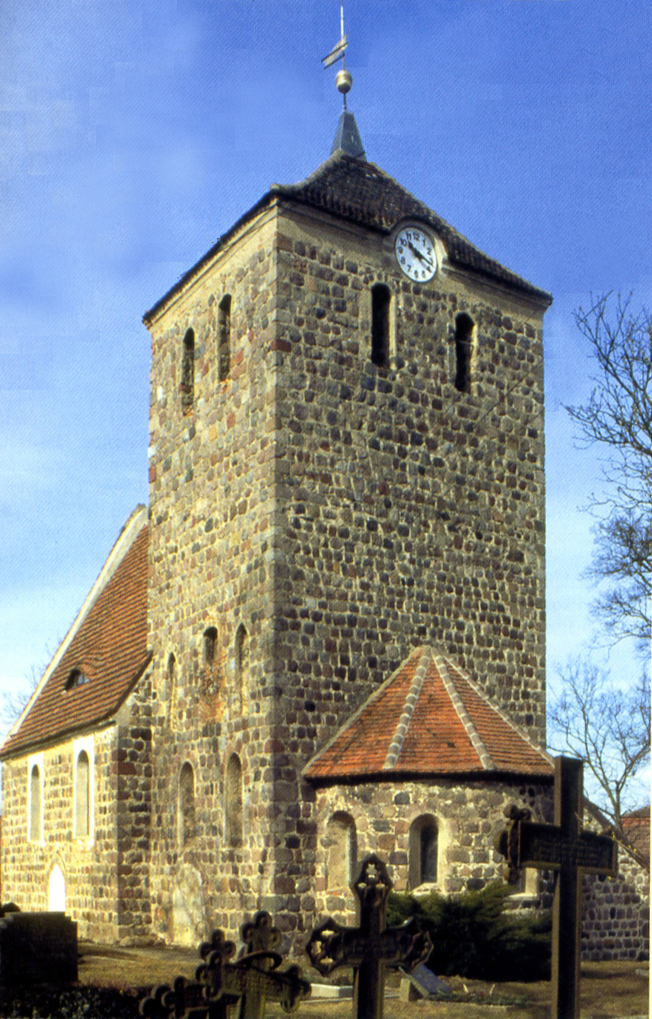
Evangelische Dorfkirche Grünow
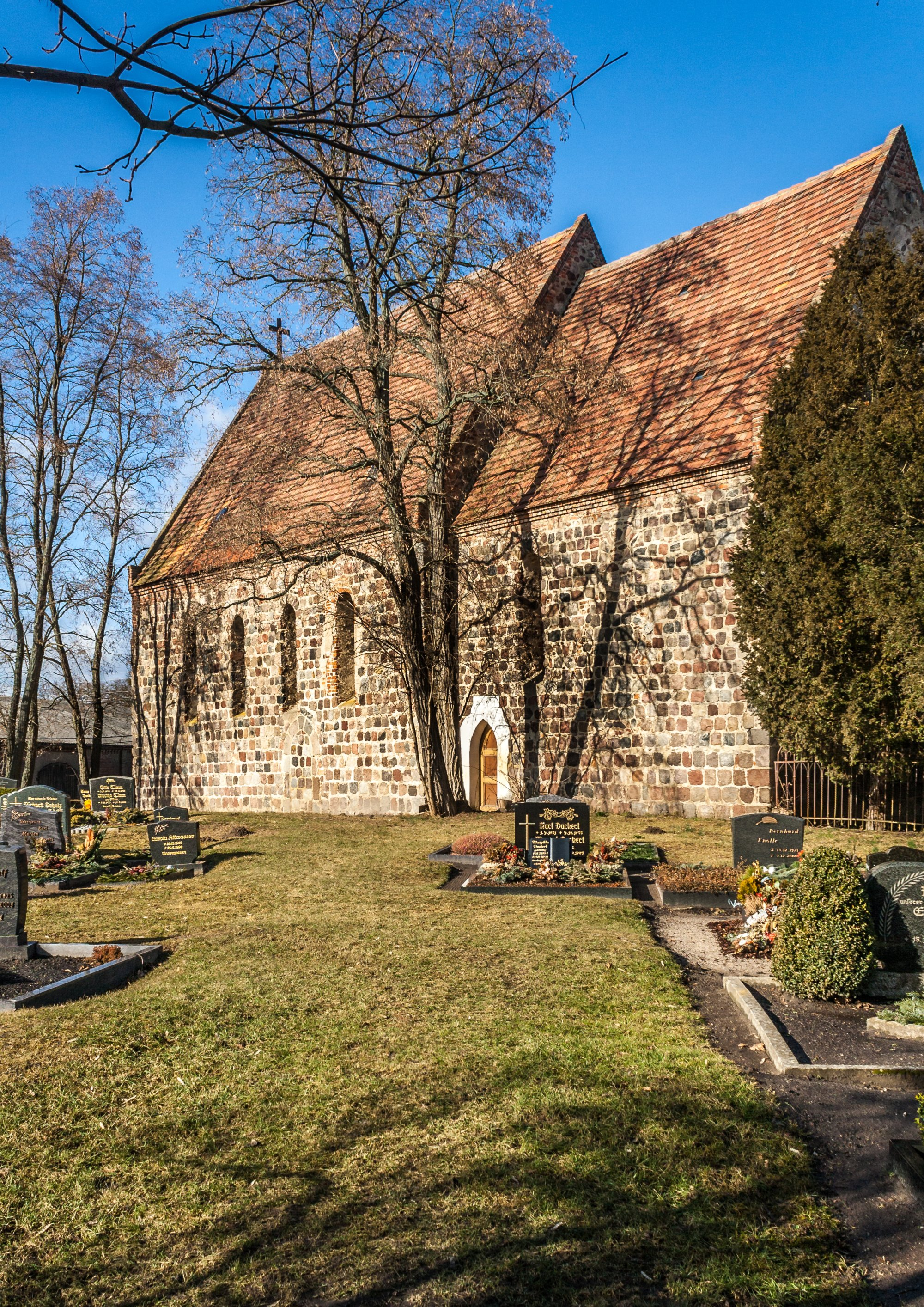
Dorfkirche Hohenlandin
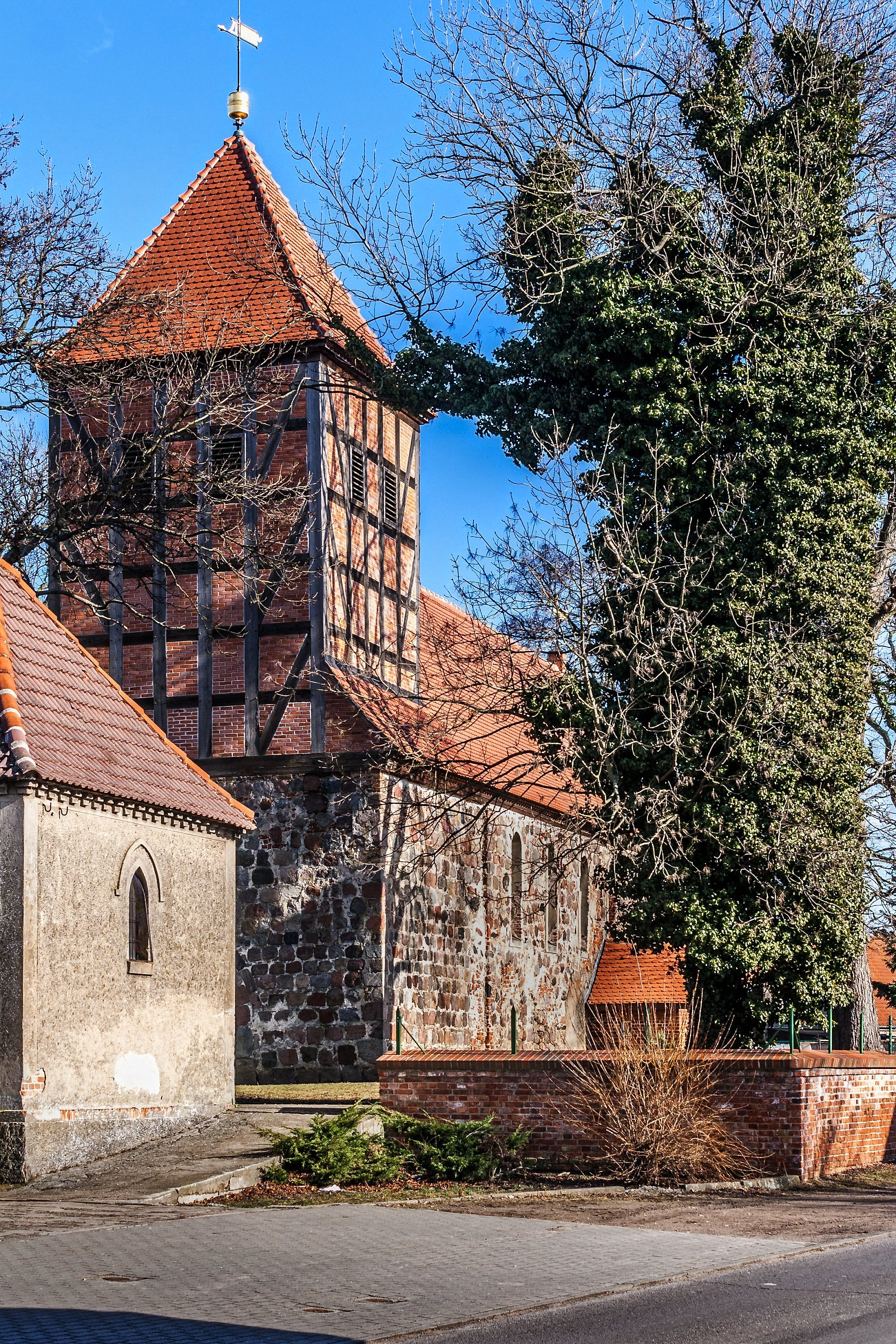
Dorfkirche Niederlandin